# Monassut
Pour les articles homonymes, voir Monassut.
Monassut est une ancienne commune française du département des Pyrénées-Atlantiques. En 1833, la commune fusionne avec Audiracq pour former la nouvelle commune de Monassut-Audiracq.

## Géographie
Monassut est un village du Vic-Bilh, située au nord-est du département et de Pau.

## Toponymie
Le toponyme Monassut est mentionné en 1372 (contrats de Luntz) et apparaît sous les formes 
Monassud (1777, terrier de Gerderest), 
Mounasset (1793 ou an II) et 
Monnassut (1801, Bulletin des lois).

## Histoire
Paul Raymond note que Monassut comptait une abbaye laïque, vassale de la vicomté de Béarn. En 1385, Monassut, Audiracq et Gerderest formaient une seule commune et les trois paroisses comptaient ensemble vingt-cinq feux et dépendaient du bailliage de Lembeye.

## Démographie
| 1793 | 1800 | 1806 | 1821 |
| ---- | ---- | ---- | ---- |
| 485  | 313  | 418  | 325  |

## Culture locale et patrimoine

### Patrimoine civil
Les vestiges d'un ensemble fortifié à Monassut-Glizias (haut Moyen Âge, Xe et XIe siècles) témoignent du passé ancien de la commune.
La demeure du lieu-dit Menjot, sur Monassut, également appelée château, était initialement une abbaye laïque et fut transformée au XIXe siècle.
La ferme de Monassut-Moussirotte date du début du XIXe siècle.

### Patrimoine religieux
L'église Saint-Martin date de la fin du XIXe siècle. Elle recèle du mobilier inscrit à l'Inventaire général du patrimoine culturel.

## Pour approfondir